# Kuno zu Rantzau-Breitenburg
Pour les articles homonymes, voir Rantzau.
Le comte Kuno Heinrich Karl zu Rantzau (appelé Kuno zu Rantzau-Breitenburg, également Cuno ; né le 22 avril 1805 à Schwartau et mort le 3 décembre 1882 à Rohlstorf) est un avocat prussien, propriétaire terrien, architecte amateur et promoteur de l'émigration vers la Nouvelle-Zélande.

## Biographie
Kuno zu Rantzau est issu de la branche de Breitenburg de la famille Rantzau (de). Il est le cinquième enfant et deuxième fils d'August Wilhelm Franz comte zu Rantzau (de) (1768–1849), chambellan grand-ducal d'Oldenbourg et chanoine de Lübeck, et de sa femme Sophie, née von Bothmer (1771–1846).

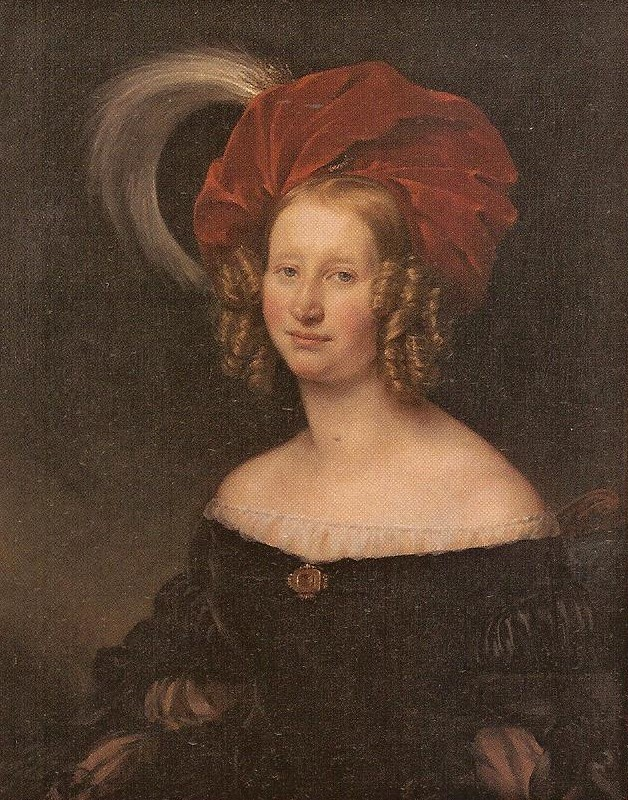
Eduard Magnus : Amalasonte comtesse Rantzau (1835)

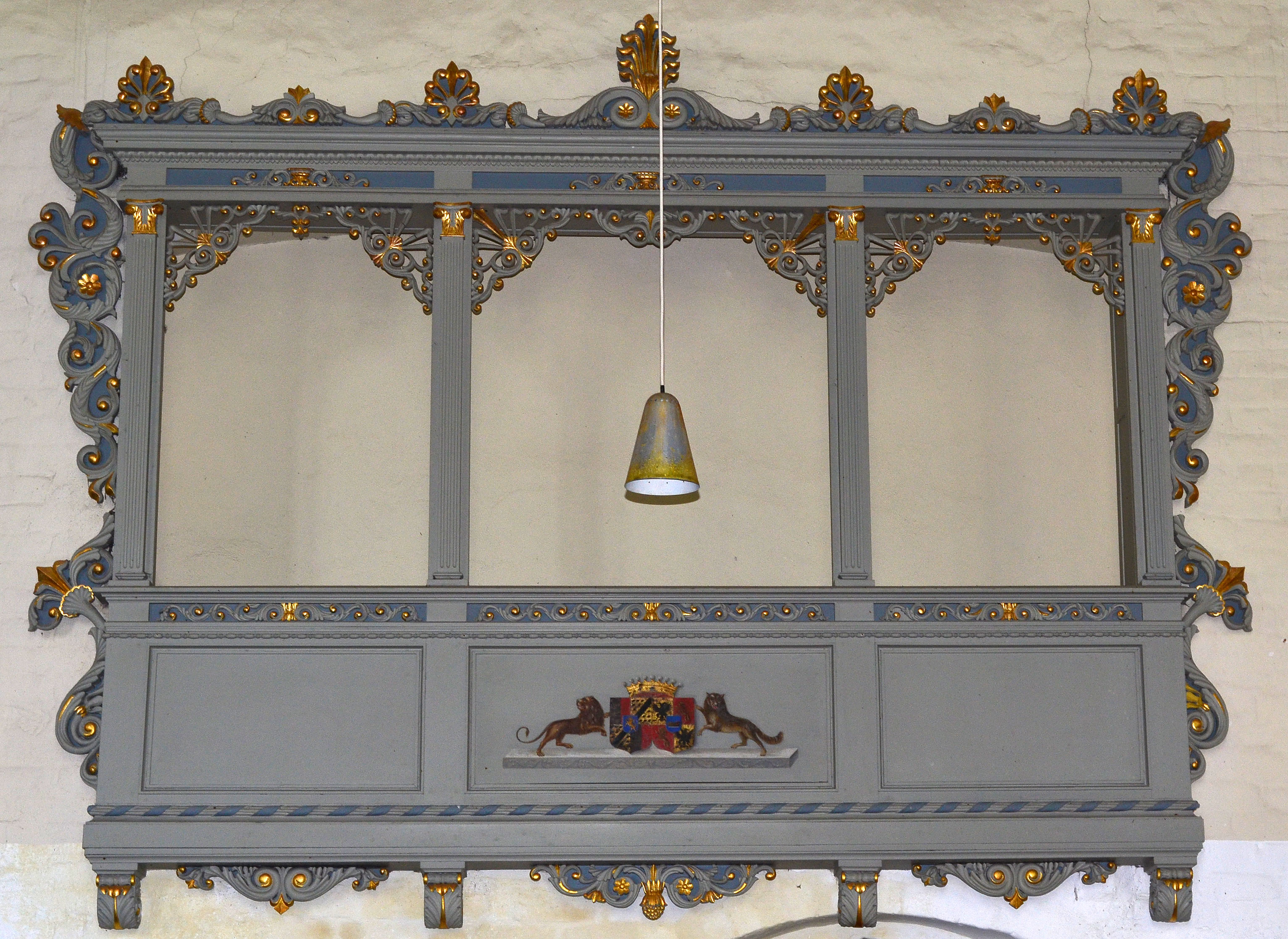
Loge de patronage avec les armoiries d'alliance de Kuno zu Rantzau-Breitenburg et de sa femme, la jeune fille Amalasuntha von Bothmer dans l'

En 1831, il se marie avec sa cousine Amalasuntha von Bothmer (1810–1856), fille du troisième seigneur du château de Bothmer (de) près de Klütz, Hans Caspar Julius Victor, comte von Bothmer (1764–1814). En 1832, il passe l'examen d'État à Glückstadt.
Pour faire valoir le droit de sa femme à l'usufruit du fidéicommis familial Bothmer, qu'il défend avec véhémence en vertu du droit d'aînesse du Mecklembourg, il fait établir deux expertises juridiques qui confirment les prétentions d'Amalasuntha. Le couple s'installe alors au château de Bothmer et y vit jusqu'à un accord conclu en 1852. Il tente également à plusieurs reprises de faire valoir par des publications le droit de sa famille sur le fidéicommis familial de Rantzau (le comté de Rantzau (de) et le domaine de Drage), qui a été confisquée par le gouvernement danois en 1726 après le meurtre de Christian Detlev zu Rantzau (de), mais sans succès.
Dans les années 1840, Rantzau-Breitenburg est l'un des commanditaires d'un projet de colonisation en Nouvelle-Zélande, dont il attend des bénéfices. Initié par la Compagnie de Nouvelle-Zélande, il entame avec eux une entreprise qu'il doit poursuivre à ses risques et périls après la faillite de l'entreprise en 1844. Une zone acquise près de Nelson est utilisée pour la colonisation. Il finance un groupe d'émigrants, principalement du Klützer Winkel (de), qui partent de Hambourg le 21 avril 1844 à bord du Skjold (de) et fonde les villes de Ranzau, Neudorf (de) et Sarau près de Nelson. Rantzau-Breitenburg envoie trois de ses mandataires, Johann Benoit, Carl Kelling (de) et son frère Johann Friederich Kelling (de), pour suivre et mener à bien son projet. Ce dernier devient un chef communautaire bien connu en Nouvelle-Zélande au-delà des frontières communautaires.

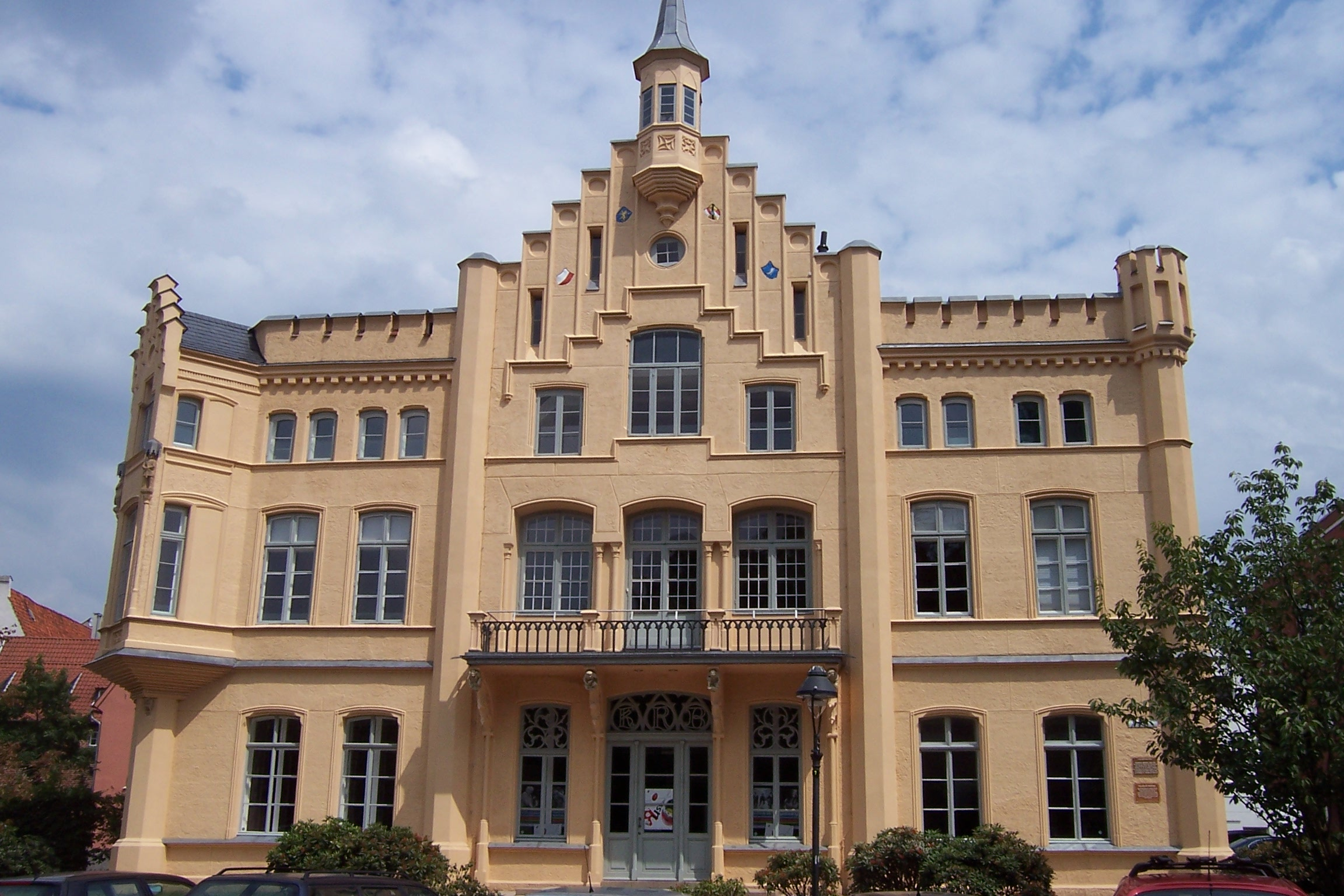
Palais Rantzau

En 1846, Rantzau rachète à la famille Arnemann le domaine de Rohlstorf (de) en Holstein et y construit un manoir néo-gothique, qui sera cependant rénové au début du XXe siècle. Il est démoli après un incendie et remplacé par un nouveau bâtiment.
Lors du soulèvement du Schleswig-Holstein en 1848, Rantzau est brièvement le chef du 2e corps franc. Une épine dans le pied de l'armée régulière schleswigoise-holsteinoise et des officiers prussiens, les corps francs sont dissous après une réorganisation en juillet 1848.
Après que Rantzau a dû quitter le château de Bothmer, il acquit une ancienne curie de chanoine lors du défilé à Lübeck du maire de Lübeck Christian Nicolaus von Evers (de) en 1857, qu'il transforme en palais de la ville, le château de Rantzau (de). En le transformant, il voulait contribuer à la renaissance du gothique et rappeler la chevalerie du Moyen Âge.
Rantzau est également à l'origine de la conversion du château de Breitenburg (de), qui permet d'ajouter les tours néogothiques à la maison locale dans la deuxième moitié du XIXe siècle.
Son fils Otto zu Rantzau (de) (1835-1910) devient en 1895 le 8e fidéicommissaire sur Breitenburg.

## Publications
- Über die jüngst erschienenen Schriften des Herrn Dr. J. Kerner "Einige Erscheinungen aus dem Nachtgebiete der Natur" und "Nachrichten von dem Vorkommen des Besessenseins". 1836
- Armin Sage. Heidelberg: Schwan & Götz in Comm., 1839
- Vorläufige Berichtigung und Widerlegung einiger ... falschen Nachrichten, die Grafschaft Rantzau, deren Besitz und Rechtszustand betreffend. Heidelberg: Oßwald, 1840

dazu: Bericht, die Grafschaft Rantzau und das Gut Drage im Herzogtum Holstein als Anteile des Rantzau-Breitenburger Familien-Fideikommisses betreffend: Zur Ergänzung der 1840 bei Oswald in Heidelberg gedruckten Schrift: "Berichtigungen falscher Nachrichten i. d. S." Lübeck: H. G. Rahtgens, 1865
- Des Teutschen Reiches Einheit an Haupt und Gliedern. Hamburg: Hoffmann und Campe, 1848
- Der Raub der Grafschaft Rantzau und anderer zum Rantzau-Breitenburger Familien-Fideikommiß in Holstein gehörenden Güter durch die Könige von Dänemark. Ein öffentlicher Bericht zur Rettung der Wahrheit und des gewaltsam gebeugten Rechts der Rantzaus. Hamburg: Perthes, Besser & Mauke, 1865
- Die für die Landgemeinden nothwendigen Abänderungen der Gemeinde-Ordnung für die Herzogthümer von Schleswig und Holstein vom 16. August 1869: eine Denkschrift. Kiel 1870